# سید سراج‌الدین موسوی
سید سراج‌الدین موسوی (زادهٔ ۱۳۳۷)، روحانی ایرانی است. او سفیر پیشین ایران در پاکستان در دولت اول اصلاحات و عضو مجمع روحانیون مبارز و مجمع مدرسین و محققین حوزه علمیه قم است. وی در سال ۱۳۶۵ و با حکم روح‌الله خمینی، به عنوان فرمانده کمیته انقلاب اسلامی منصوب شد.

## سوابق
- فرماندهی کمیته انقلاب اسلامی با حکم روح‌الله خمینی
- مسئول خانه فرهنگ ایران در پاکستان در دولت هاشمی رفسنجانی
- مسئولیت نمایندگی موسسه تنظیم و نشر آثار روح‌الله خمینی در پاکستان و شبه قاره هند
- مسئول بنیاد شهید در پاکستان
- سرپرست امور بین الملل موسسه تنظیم و نشر آثار روح‌الله خمینی
- سفیر ایران در پاکستان در دولت اصلاحات